# Деденёв, Борис Иванович
Борис Иванович Деденёв (род. 14 сентября 1959, Ленинград) — телевизионный режиссёр, клипмейкер, доцент кафедры режиссуры телевидения, участник и призёр фестивалей видеоклипов и развлекательных программ.

## Биография
Окончил Ленинградский техникум морского приборостроения и отделение режиссуры документальных фильмов Ленинградского государственного института театра, музыки и кинематографии.
С 1980 по 1989 год работал оператором и оператором-постановщиком на Ленинградском телевидении («Пятый канал»).
За время работы на канале в качестве режиссёра и оператора-постановщика принимал участие в производстве таких программ, как «Музыкальный ринг», «Куранты», «Общественное мнение».
С 1989 по 1993 год работал в первой в стране независимой телекомпании «Нева-ТВ» оператором-постановщиком 24-х часовых телемарафонов, посвященных актуальным социальным и культурным темам и вопросам того времени, среди них — «Чернобыльская катастрофа: причины и последствия».
С 1993 года — художественный руководитель, режиссёр «Д-квадрат студии», в которой снято более ста видеоклипов для российских артистов (Павла Кашина, группы ДДТ, группы Nautilus Pompilius, Алены Апиной, Профессора Лебединского, группы «Король и шут», Татьяны Овсиенко), а также более ста видеоклипов для зарубежных музыкантов. За эти годы снято более ста рекламных и социальных видеороликов по заказу вещательных ТВ каналов, несколько циклов передач («Игродром», «Чистый звук» и др.).
Б. И. Деденёв, как действующий режиссёр и оператор-постановщик, принимает участие в создании циклов программ для каналов «1 канал», «Россия», «5 канал», «Культура», «Теледом», «ТВ Еда». Организует прямые эфиры праздников выпускников в Санкт-Петербурге «Алые паруса».
В 2011 году принимал участие в создании четырёхчасового телемарафона, посвященного 90-летию Республики Коми.
Является куратором и руководителем (совместно с О. В. Рябоконем) мастерской «Режиссура телевизионных программ». Творческие работы студентов этой мастерской неоднократно были участниками, призёрами и лауреатами всевозможных кино-телефестивалей и конкурсов.

## Значимые работы
- Видеоклип на песню «Город» Павла Кашина
- Видеоклип на песню «Что такое осень» группы ДДТ
- Видеоклип на песню «Я убью тебя, лодочник» Профессора Лебединского
- Видеоклип на песню «Ели мясо мужики" Короля и Шута